# International Tournament
Het International Tournament was een jaarlijks golftoernooi voor vrouwen in Engeland, dat deel uitmaakte van de Ladies European Tour. Het toernooi werd opgericht in 1980.

## Winnaressen
| Jaar                                  | Golfbaan                       | Locatie                        | Winnares                       |
| Volvo International Tournament        | Volvo International Tournament | Volvo International Tournament | Volvo International Tournament |
| ------------------------------------- | ------------------------------ | ------------------------------ | ------------------------------ |
| 1980                                  |                                |                                | Jenny Lee Smith                |
| 1981                                  |                                |                                | Beverly Lewis                  |
| 1982                                  | Geen toernooi                  | Geen toernooi                  | Geen toernooi                  |
| Sands International Tournament        |                                |                                |                                |
| 1983                                  | Saunton Golf Club              | Saunton                        | Mickey Walker                  |
| 1984                                  | Saunton Golf Club              | Saunton                        | Muriel Thomson                 |
| Brend Hotels International Tournament |                                |                                |                                |
| 1985                                  | Saunton Golf Club              | Saunton                        | Dale Reid                      |